# 奇域大冒险
《奇域大冒險 超能魔幻鬥士》或《魔幻精靈 超能魔幻鬥士》（카드왕 믹스마스터、MIX MASTER King of Cards），是韩国鲜于娱乐与日本Nippon animation合作动画，于2005年推出，讲述的是喬夫博士在實驗中將派茲轉到人類世界,而黑暗艾爾夫普林斯施展了魔法,让人類世界與卡片遊戲世界阿特萊伊亞混合在一起。
台湾则由東森電視事業(股)公司代理出版，且于东森幼幼台播放。